# Ash (película de 2025)
Ash es una película estadounidense de ciencia ficción y terror, escrita por Jonni Remmler, dirigida por Flying Lotus y protagonizada por Eiza González y Aaron Paul.  Neill Blomkamp es productor ejecutivo de la película.Se estrenó el 21 de marzo de 2025 a través de la plataforma Amazon Prime Video.

## Sinopsis
En un planeta lejano, llamado Ash, la astronauta Riya (Eiza González) despierta y descubre que toda la tripulación de su estación espacial ha sido brutalmente asesinada y que padece amnesia, además de recuerdos repentinos de sus compañeros y su misión. Paranoica, no puede decidir si confiar o no en un hombre llamado Brion (Aaron Paul) que dice conocerla y que fue enviado a rescatarla. Su investigación sobre lo sucedido pone en marcha una aterradora cadena de acontecimientos.

## Reparto
- Eiza González como Riya
- Aaron Paul como Brion
- Iko Uwais como Adhi
- Beulah Koale como Kevin
- Kate Elliott como Clarke
- Flying Lotus como Davis

## Producción
En agosto de 2022, se anunció que Joseph Gordon-Levitt y Tessa Thompson estaban inicialmente en el reparto de la película.  En marzo de 2023, se anunció que Paul y Eiza González habían sido elegidos para sustituir a Gordon-Levitt y Thompson, respectivamente.   En mayo de 2023, se anunció que Uwais, Koale, Elliott y Flying Lotus formaban parte del reparto y que la producción de la película comenzaba en Nueva Zelanda.
En febrero de 2024, Amazon Prime Video adquirió los derechos de distribución internacional de la película en el mercado europeo por unos 10 millones de dólares.

## Estreno
Se estrenó el 21 de marzo de 2025 en Estados Unidos, a través de Amazon Prime Video.